# Somerdale
Somerdale es un borough situado en el condado de Camden, Nueva Jersey, Estados Unidos. Tiene una población estimada, a mediados de 2023, de 5567 habitantes.

## Geografía
La localidad está ubicada en las coordenadas 39°50′43″N 75°01′18″O / 39.84528, -75.02167 (39.845416, -75.021701).

## Demografía
Según la estimación 2018-2022 de la Oficina del Censo, los ingresos medios de los hogares de la localidad son de $83,778 y los ingresos medios de las familias son de $98,667. Los ingresos per cápita en los últimos doce meses, medidos en dólares de 2022, son de $41,249. Alrededor del 15.0% de la población está por debajo de la línea de pobreza.